# Ристе Ристески
Ристи Ристески (Охрид, 23. мај 1995) је македонски поп певач који је победио у једанестој сезони такмичења Звезде Гранда. Победио је по гласању публике, док је победник по гласању жирија био Алекса Перовић.

## Дискографија
Синглови
- Добро јутро тајно (2017)
- Неизлечиво (2019)
- Како ли се она зове (2019)[6]
- Извини мама (2019) микс обрада са Александром Матрикс